# コブルヒルトンネル
コブルヒルトンネル（Cobble Hill Tunnel）はニューヨークブルックリンにあるロングアイランド鉄道の廃棄されたトンネルである。このトンネルは北アメリカの街路の下にある一番古いトンネルであり、鉄道用としてのみ使われた。
アトランティック・アベニュー・トンネルとも呼ばれる。
1844年5月に建設が始まり、同年12月3日に使用開始、当初は切通しだったが約5年後に屋根で覆われ、地下トンネルとなった。
幅21フィート(6.4m)、長さ2,517フィート(767m)、高さ17フィート(5.2m)だった。 
1861年まで供用され、その後端部が封鎖されたまま放置されていたが、1981年に再発見された。
世界最古の地下鉄トンネルとしてギネス世界記録に掲載されている。